# Тарасовка (Калиновский район)
Тарасовка (укр. Тарасівка) — село на Украине, находится в Калиновском районе Винницкой области.
Код КОАТУУ — 0521683809. Население по переписи 2001 года составляет 33 человека. Почтовый индекс — 22447. Телефонный код — 4333.
Занимает площадь 0,7 км².

## Адрес местного совета
22447, Винницкая область, Калиновский р-н, с. Котюжинцы, ул. Школьная, 16а